# Marsal Nyegyelin
A Marsal Nyegyelin (oroszul: Маршал Неделин) a Szovjet Haditengerészet 1914 Zogyiak típusú rádióelektronikai mérőhajója volt. Fő feladata az interkontinentális ballisztikus rakétákkal végzett kísérletek során a rakéták, valamint az űrhajózási hordozórakéták és egyéb űreszközök pályájának mérése, illetve a tengerekben landolt űreszközök összegyűjtése volt. 1981-ben bocsátották vízre. A hajót Mitrofan Nyegyelin marsallról nevezték el. Honi kikötője a távol-keleti Viljucsinszk volt

## Története
Az 1914 Zogyiak típusú hajót a Baltszudoprojekt tervezőirodában fejlesztették ki. Eredetileg öt ilyen hajó építését tervezték, de csak kettőt építettek meg, egy továbbit elkezdtek, de nem fejezték be. Az első egység építését 1974-ben kezdték el a leningrádi Balti Hajógyárban, majd 1977-től a szintén leningrádi Admiralitás Hajógyárban folytatták. 1981. október 30-án bocsátották vízre. A hajót Mitrofan Nyegyelin marsallról nevezték el, aki 1960. október 24-én egy R–16 interkontinentális rakéta tesztindítása során bekövetkezett katasztrófában vesztette életét Bajkonurban.
A Csendes-óceáni Flottához beosztott hajó személyzetét 1982-ban szervezték meg az egyesített hidrográfiai expedíciós csoport (OGE–5, 60111 sz. alakulat) személyi állományából, a szakszemélyzetet pedig a Szovjetunió vezető műszaki katonai akadémiának a legjobb végzőseiből állították össze.
Első parancsnokaává Oleg Nyikolajevics Moiszejenko 3. kapitányt nevezték ki. Ezt követően 1982. július 7-én kezdődtek el a hajó tengeri próbái. 1984. március 26-án új parancsnokot neveztek ki a hajóra, Vlagyimir Fjodorovics Volkov sorhajókapitányt. 1984. augusztus 20-án állították szolgálatba a Szovjet Haditengerészet Csendes-óceáni Flottájánál.

## Forrás
- M. Kurocskin, V. Je. Sardin: Rajon zakritij dlja plavanyija – Isztorija szekretnih ekszpegyicij (Korabli Szovetszkovo Flota), OOO Vojennaja knyiga, Moszkva, 2008, ISBN 978-5-902863-17-5, pp. 38-44.